# Ulrich Zeuke
Ulrich Zeuke (* 23. Oktober 1949) ist ein deutscher ehemaliger Fußballspieler. In den 1970er- und 1980er-Jahren bestritt er in Werdau Zweitligafußball.

## Sportliche Laufbahn
Nachdem Ulrich Zeuke bis 1971 mit der TSG Blau-Weiß Reichenbach in der drittklassigen Bezirksliga Karl-Marx-Stadt Fußball gespielt hatte, wurde er zur Saison 1971/72 in den Kader des zweitklassigen DDR-Ligisten Motor Werdau aufgenommen. Bereits in seiner ersten Werdauer Saison wurde Zeuke, nachdem er von 20 Ligaspielen 17 Begegnungen bestritten hatte, mit der Betriebssportgemeinschaft Liga-Staffelsieger und nahm an der Aufstiegsrunde zur DDR-Oberliga teil. Von den acht Aufstiegsspielen bestritt er drei Partien, davon zweimal nur als Einwechselspieler. Als Letzter unter fünf Mannschaften verpasste Motor Werdau den Aufstieg. 
Nach einer durchwachsenen Saison 1972/73 mit nur zehn Einsätzen bei 22 Ligaspielen gelang es Zeuke 1973/74, sich langfristig als Stammspieler zu etablieren. Durchgehend in der Abwehr spielend bestritt er bis 1980 bei sieben Spielzeiten, in denen 152 Ligaspiele ausgetragen wurden, 134 Begegnungen. Unter den 18 Ausfällen waren 1974/75 auch vier rotgesperrte Spiele. 1976 nahm Motor Werdau noch einmal einen Anlauf zum Oberliga-Aufstieg. Diesmal kam Ulrich Zeuke in sieben der acht Qualifikationsspiele zum Einsatz und erzielte auch ein Tor. Als Tabellendritter scheiterte die BSG Motor aber erneut. In allen seinen DDR-Ligaspielen gehörte Zeuke zu den Torschützen und wurde 1977 mit sieben Treffern Torschützenkönig seiner Mannschaft. Nach der Saison 1979/80 pausierte Zeuke zwei Spielzeiten lang. Im Sommer 1982 wurde er, fast 33 Jahre alt, wieder reaktiviert. Nach sieben Ligaspielen 1982/83 kehrte er 1983/84 sogar noch einmal in die Stamm-Mannschaft zurück und absolvierte 18 der 22 Punktspiele in der DDR-Liga. Da Motor Werdau anschließend aus der DDR-Liga absteigen musste, war damit auch Ulrich Zeukes Laufbahn im höherklassigen Fußball beendet. 
Er fungierte danach einige Zeit als Mannschaftsleiter der 1. Mannschaft von Motor Werdau, anschließend betätigte er sich als Fußball-Übungsleiter bei mehreren unterklassigen Mannschaften. 